# Боган, Томми
То́мас Бо́ган (англ. Thomas Bogan; 18 мая 1920 — 23 сентября 1993), более известный как То́мми Бо́ган (англ. Tommy Bogan) — шотландский футболист. Отличался «силовой манерой игры» и умением играть на любой позиции в атаке, хотя в основном выступал в роли крайнего правого нападающего.

## Футбольная карьера
Начал карьеру в шотландском клубе «Хиберниан» в 1943 году. Провёл за клуб 66 матчей и забил 42 мяча в Южной лиге.
В 1946 году перешёл в «Селтик». Дебютировал за «кельтов» в матче против своего бывшего клуба «Хиберниан», в котором «Селтик» проиграл.
В 1945 году сыграл за «военную» сборную Шотландии против «военной» сборной Англии. Уже на первой минуте матча подвернул колено, когда перепрыгивал выскочившего из ворот вратаря англичан Фрэнка Свифта. Его вынесли из поля на носилках, а на замену ему вышел Лесли Джонстон, который позднее забил гол. Англичане выиграли тот матч со счётом 6:1. Его «карьера в сборной Шотландии», возможно, была самой короткой среди всех игроков, продлившись около 45 секунд.
За «Селтик» он провёл 55 матчей и забил 9 мячей. В 1948 году перебрался в Англию, став игроком «Престон Норт Энд». Он провёл один сезон в «Престоне», сыграв 11 матчей в лиге.
В августе 1949 года перешёл в «Манчестер Юнайтед», когда шотландский главный тренер команды Мэтт Басби заплатил за своего соотечественника 3500 фунтов. В основном составе «Юнайтед» дебютировал 8 октября 1949 года в матче Первого дивизиона против «Чарльтон Атлетик». В следующем матче (15 октября против «Астон Виллы» на «Вилла Парк») забил свой первый гол за клуб. Всего в сезоне 1949/50 провёл за команду 22 матча и забил 4 мяча. В следующем сезоне ещё реже попадал в основной состав, сыграв лишь 11 матчей и забив 3 мяча. Не сумев в полной мере адаптироваться к английскому футболу, в марте 1951 года вместе с другим игроком «Манчестер Юнайтед» Томми Лоури вернулся в Шотландию, став игроком «Абердина».
Его пребывание в «Абердине» было недолгим, и в том же 1951 году Томми вернулся в Англию, подписав контракт с «Саутгемптоном». Выступая за «святых», он редко попадал в основной состав, и в 1953 году перешёл в «Блэкберн Роверс». Там он провёл один сезон, сыграв только один матч в лиге, после чего покинул клуб. Сезон 1954/55 провёл в клубе «Маклсфилд Таун», где играл достаточно регулярно, забив 14 голов в 27 матчах, но по окончании сезона завершил карьеру игрока.